# Timo Rautiainen & Trio Niskalaukaus
Timo Rautiainen & Trio Niskalaukaus — финская хеви-метал-группа, творчество которой сделало финноязычный метал мейнстримом. Большая часть песен группы представляет собой трагические истории из финской жизни.

## История
Финская группа Timo Rautiainen & Trio Niskalaukaus была основана в 1996 году. Тимо Раутиайнен, основатель и лидер группы, ранее участвовал в финских группах Lyijykomppania и Aku Ankkuli. Несмотря на название, группа не являлась трио, а состояла вначале из пяти, затем из четырёх музыкантов, не считая самого Раутиайнена; «niskalaukaus» можно перевести как «выстрел в затылок».
Когда продюсер группы Яркко Мартикайнен (он же — лидер финской группы YUP и давний друг Тимо Раутиайнена), предложил музыкантам записать немецкоязычный альбом, они отнеслись к этой идее положительно, и вскоре были записаны два альбома на немецком языке, In frostigen Tälern (2001) и Hartes land (2004). В них вошли песни из предыдущих альбомов группы на финском языке, переведённые на немецкий, при этом немецкий текст каждой из песен очень близок к финскому оригиналу.
Темы песен касаются наиболее острых проблем современного мира, в том числе техногенных: утилизации ядерных отходов, глобального потепления, и, кроме того, лирико-драматической тематики (безграничная любовь, гибель любимого человека).
В работе группы принимали участие многие знаменитые рок-музыканты Финляндии, в том числе Туомас Холопайнен (Nightwish, For My Pain…), Тапио Вильска (Sethian, экс-Finntroll), Эйкка Топпинен (Apocalyptica).
Осенью 2004 года группа фактически распалась, однако официально о распаде группы было объявлено лишь 1 ноября 2006 года.
В 2017 году группа была воссоединена.

## Состав
- Тимо Раутиайнен — вокал, гитара
- Яркко Петосалми — гитара
- Яри Хуттунен — гитара
- Нильс Урсин — бас-гитара
- Сеппо Похьолайнен — перкуссия

## Дискография

### Альбомы
- Lopunajan merkit (1999)
- Itku pitkästä ilosta (2000)
- In frostigen Tälern (2001)
- Rajaportti (2002)
- Kylmä tila (2004)
- Hartes land (2004)
- Tilinteon hetki (2004)
- Lauluja Suomesta (2017)
- Mahdoton Yhtälö (2020)

### Мини-альбомы
- Hävetkää! (1997)
- Kuilun partaalla (2001)
- Tiernapojat (2002)

### Синглы
- Rajaton rakkaus (2000)
- Surupuku (2002)
- Elegia (2002)
- Lumessakahlaajat (2002)
- Hyvä ihminen (2004)
- Minun oikeus (2004)
- Pitkän kaavan mukaan (2017)
- Suomi sata vuotta (2017)
- Isä ei jätä (2017)
- Kolme vuotta sitten (2020)
- Elämänohje (2020)